# 安定多様体
力学系において、安定多様体（あんていたようたい、Stable manifold）または安定集合（あんていしゅうごう、Stable set）とは、ある固定点に収束する点全体の集合。
相空間 X と関数 f t により力学系が定義されているとする。 p をこの系での固定点とする。
このとき、p の安定多様体または安定集合とは、
{\displaystyle W^{s}(f,p)=\{q\in X:f^{t}(q)\rightarrow p{\mbox{ as }}t\rightarrow \infty \}}
である。
また、 p の不安定多様体または不安定集合とは、
{\displaystyle W^{u}(f,p)=\{q\in X:f^{-t}(q)\rightarrow p{\mbox{ as }}t\rightarrow \infty \}.}
である。
ここで、{\displaystyle f^{-1}}は{\displaystyle f} の逆写像、つまり、
{\displaystyle f\circ f^{-1}=f^{-1}\circ f=id_{X}}を表す。ただし、{\displaystyle id_{X}}は{\displaystyle X}への恒等写像とする。